# エディ・コンドン
エディ・コンドン（Eddie Condon、1905年11月16日 - 1973年8月4日）は、アメリカのジャズバンジョー奏者、ギタリスト、バンドリーダー。シカゴのジャズを牽引する人物であり、ピアノ奏者、歌手としても活躍した。 

## 初期
コンドンは、インディアナ州グッドランドで生まれた。ジョンとマーガレットの息子である。彼はイリノイ州モメンセ、イリノイ州シカゴハイツで育ち、セントアグネス・ブルーム高校に通った。ウクレレを演奏した後、彼はバンジョーに切り替え、1921年までにプロのミュージシャンとして活躍した。 
15歳の時、アイオワ州ワーテルローで初となるユニオンカードを贈与された。

## キャリア
彼は1920年代のほとんどの間シカゴに拠点を置き、そしてビックス・バイダーベック、ジャック・ティーガーデン、そしてフランク・テシュマッハーようなジャズの著名演奏家たちと共演した。コンドンとレッド・マッケンジーは1925年にシカゴ・リズム・キングスを結成した。
1928年、コンドンはニューヨークに引っ越した。彼は様々なレコードレーベルのためにジャズ・セッションを頻繁に手配し、時にはレコーディング・スタジオに持ち込み、ルイ・アームストロングやファッツ・ウォーラーなどのアーティストと演奏した。ウォーラー、アームストロング、そしてヘンリー・"レッド"・アレンの3人は、その当時では珍しく、人種をまたいでレコーディング・セッションを行なっていた。コンドンはしばらくの間、レッド・ニコルスのバンドで演奏し、その後、1938年からはミルト・ゲイブラーのコモドア・レコードと長期提携をした。
1928年7月28日、2曲のセッションがOKehのために録音されたが、レコードはイギリスでのみ発売された。1928年10月30日、ジャック・ティーガーデンをフィーチャーしている”Eddie Condonとフット・ワーマーズ”としてOKehから発表された。1929年2月8日には、"Eddie Hot Shots"という名前で発表され、ビクターのホットダンス・シリーズで発表されたレコードをもたらした。1933年には、Brunswickのために6つの録音からなるさらに2つのセッションが録音され、そのうち2つだけが米国でリリースされた。1938年以降、コンドンはコモドアとデッカ・レコードのセッションを1回記録した。
1930年代後半から彼はマンハッタンのジャズクラブ・ニックの常連だった。コンドンと彼の同僚がそこで作成したディキシーランド音楽の洗練されたバリエーションは、"ニクシーランド"と呼ばれるようになった。この頃、コンドンは、ワイルド・ビル・デイヴィソン、ボビー・ハケット、ジョージ・ブルーニーズ、エドモンド・ホール、そしてピー・ウィー・ラッセルらと定期的に演奏した。1939年に、ワーナーブラザーズ&ヴィタフォン映画音楽ショートショーのオンエアに "ボビーハケット・バンド"と一緒に登場した。
コンドンは1944年から1945年にかけてニューヨークのタウンホールから一連のジャズラジオ放送「エディ・コンドンのジャズコンサート」を行った。これらのレコーディングは存続し、ジャズオロジー・レーベルから発表されている。 
1945年から1967年を通じて、彼は彼自身のニューヨークのジャズクラブを運営した。最初のクラブはグリニッジ・ビレッジにある西サードストリートに位置し、CBS本社ビルの現在サイト上で、シックスアベニュー近く、その後52丁目に移った。のちには、セカンドアベニューの東、イースト56丁目の南側に移動した。1950年代に、コンドンはコロムビア・レコードのために一連のクラシック・アルバムを収録した。これらのアルバムに関わったミュージシャンには、ワイルド・ビル・デイヴィソン、ボビー・ハケット（コルネット）、ビリー・バターフィールド（トランペット）、エドモンド・ホール、ピーナッツ・ハッコー、ピー・ウィー・ラッセル、ボブ・ウィルバー（クラリネット）、カティー・カットシェル、ルー・マクガリティ、ジョージ・ブルニーズ（トロンボーン）、バド・フリーマン（テナー・サックス）、ジーン・シュローダー、ディック・ケアリー、ラルフ・サットン（ピアノ）、ボブ・ケーシー、ウォルター・ペイジ、ジャック・レズバーグ、アル・ホール（ベース）、ジョージ・ウェットリング、バジー・ドルーチン、クリフ・リーマンドラム）などがいる。 
コンドンは1957年にワイルド・ビル・デイヴィソン、カティー・カットホール、ジーン・シュレーダー、ジョージ・ウェットリングらバンドと一緒にイギリス・ツアーを行なった。彼の最後のツアーは1964年で、オーストラリアと日本で行なった。ツアーには、トップ主流のジャズ・ミュージシャンも連れだった：バック・クレイトン（トランペット）、ピー・ウィー・ラッセル（クラリネット）、ヴィック・ディッキンソン（トロンボーン）、バド・フリーマン（テナーサックス）、ディック・キャリー（ピアノとテナーホルン）、ジャック・ルズバーグ（ベース）、クリフ・リーマン（ドラム）、ジミー・ラッシング（ボーカル）。   
1948年、コンドンの自叙伝『We We It It Music』が出版された。『Eddie Condon's Treasury of Jazz』 (1956年)は、コンドンとリチャード・ゲーマンの共著による記事のコレクションである。 
後日の共同編集者であるクラリネット奏者のケニー・ダバーンは、コンドンのギグについて次のように述べている。「私は事前にバーニーとルーと食事をしたことを覚えている。みんな元気いっぱいだった。私たちはみんな味があり、音楽に素晴らしい感性を持っていた」。
コンドンは1971年まで巡回し、ジャズ・フェスティバルに出演した。

## 私生活
コンドンは、1942年にファッション・コピーライターのフィリス・スミスと結婚し、2人の娘をもうけた。

## 死去
1973年8月4日、コンドンはニューヨーク州ニューヨーク市のマウントシナイ病院で骨疾患によって死亡した。67歳没  彼の遺族としては、妻と、2人の娘がいる。 。

## ディスコグラフィ

### リーダー・アルバム
- 『リングサイド・アット・コンドンズ』 - Ringside at Condon's (1956年、Savoy)
- At Newport with Louis Armstrong (1956年、Columbia)
- Confidentially...It's Condon (1958年、Design)
- Dixieland Dance Party (1958年、Dot)
- Eddie Condon is Uptown Now! (1958年、MGM)
- Tiger Rag and All That Jazz (1960年、World Pacific)
- A Legend (1965年、Mainstream)
- 『ウィ・ディグ・デキシーランド・ジャズ』 - We Dig Dixieland Jazz (1965年、Regent) ※with ボビー・ハケット、シドニー・ベシェ、ジョー・マーサラ
- 『エディ・コンドン・タウン・ホール・コンサート1944』 - The Eddie Condon Concerts (1972年、Chiaroscure)
- 『ジャズ・アット・ザ・ニュー・スクール』 - Jazz at the New School (1972年、Chiaroscure)
- The Spirit of Condon (1973年、Fat Cat's Jazz)
- The Immortal Eddie Condon (1974年、Olympic)
- 『エディ・コンドン・オール・スターズ・イン・ジャパン』 - Eddie Condon All Stars In Japan (1977年、Chiaroscure)
- 『イン・ジャパン』 - Eddie Condon in Japan (1977年、Chiaroscure)
- Eddie Condon Wild Bill Davison Jam Session (1980年、Jazzology)
- Eddie Condon and His Jazz Concert Orchestra (1981年、Jazz Bird)
- That Toddlin' Town (1985年、Atlantic)
- The Town Hall Concerts (1988–1996年、Jazzology)
- Dixieland Jam (1989年、Columbia)[9]
- The Definitive Eddie Condon and His Jazz Concert All-Stars Vol. 1 (1990年、Stash)
- 『ディキシーランド・オールスターズ』 - Eddie Condon Dixieland All-Stars (1994年、GRP/Decca Jazz) ※1939年-1946年録音
- A Night With Eddie Condon Kenny Davern with Eddie Condon (2001年、Arbors)
- Eddie Condon & Bud Freeman: Complete Commodore and Decca Sessions (2015年、Mosaic)[10]